# Gilbert Cannan
Gilbert Eric Cannan (Manchester, 25 giugno 1884 – Virginia Water, 30 giugno 1955) è stato uno scrittore e romanziere britannico.
Lavorò inizialmente come traduttore e revisore per alcune pubblicazioni londinesi, poi iniziò a scrivere romanzi, molti in parte autobiografici. Alcuni dei suoi romanzi si inseriscono in una sequenza narrativa, la "Saga Lawrie", incentrata sul personaggio di Stephen Lawrie.

## Biografia

### La giovinezza
Gilbert Cannan era il secondo dei nove figli di Henry Angus Cannan, di origine scozzese, e Violet Wright. Nacque il 25 giugno 1884 al n. 24 in Great Cheetham Street West, a Broughton, Salford, (attualmente sobborgo della Greater Manchester). 

Dal 1898 frequentò la 'Grammar School' a Manchester e successivamente il King's College, a Cambridge. Iniziò poi la carriera legale, ma nel 1908 l'abbandonò per iniziare a scrivere. 
Fu assunto come segretario da J. M. Barrie, l'autore di "Peter Pan", e collaborò con lui nel contrastare la censura dei testi teatrali promossa da Lord Chamberlain.
La vita sentimentale di Cannan in questo periodo fu piuttosto movimentata. Corteggiò la scultrice Kathleen Bruce, che però lo respinse e sposò l'esploratore Robert Falcon Scott. Contemporaneamente aveva intrapreso un rapporto sentimentale con la moglie di James Barrie, Mary, una ex attrice che si sentiva trascurata dal marito. I due si sposarono nell'aprile 1910, dopo che Mary aveva ottenuto il divorzio da Barrie.

### L'inizio dell'attività letteraria

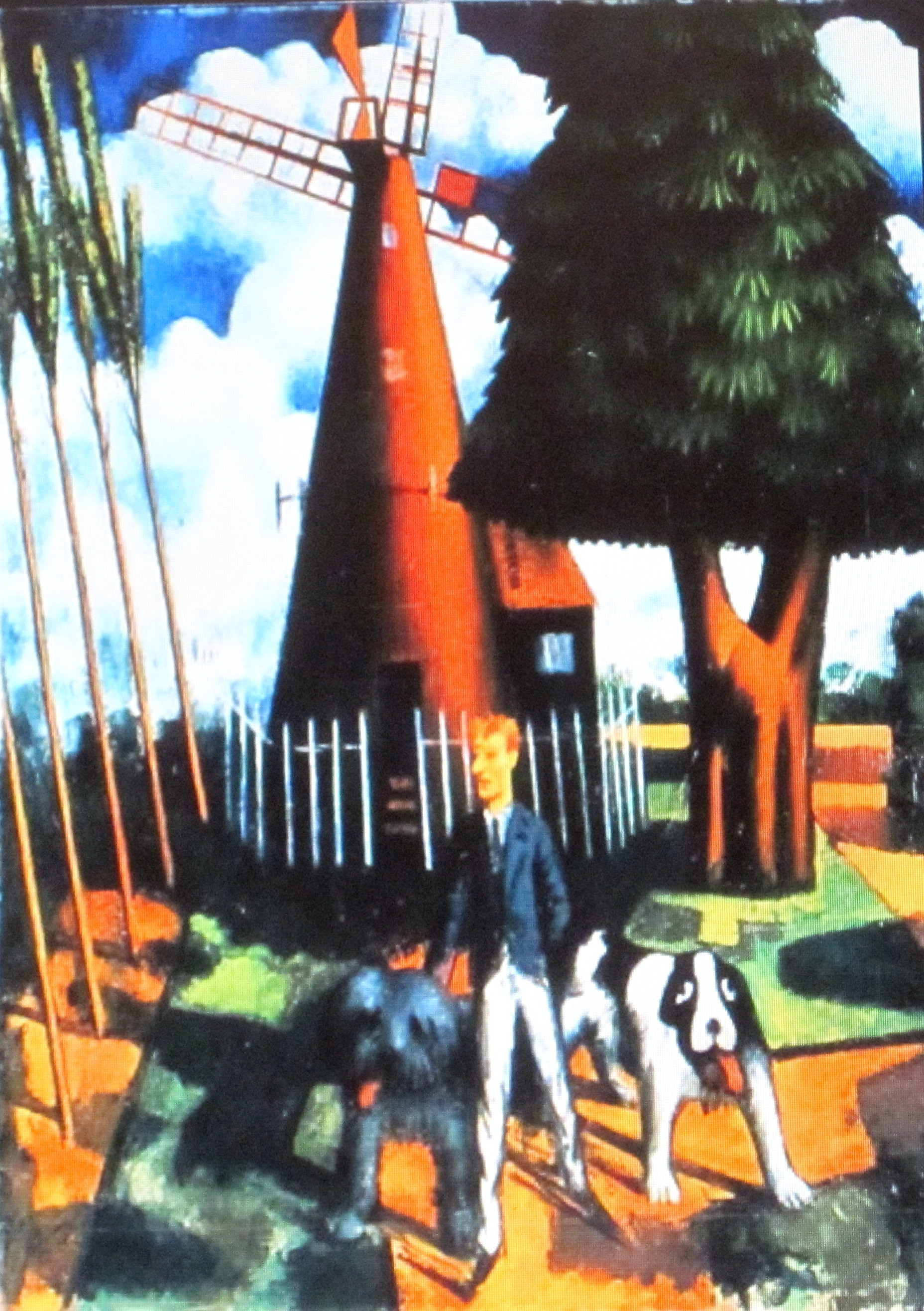
'Gilbert Cannan al suo mulino' di Mark Gertler (1916)

Il primo romanzo di Cannan fu Homunculus, pubblicato nel 1909. Fu seguito da Devious Ways (1910), Little Brother (1912) e Round the Corner (1913). Il suo amico di vecchia data Edward Marsh lo introdusse nei circoli letterari che contavano. Nel 1912 conobbe Lady Ottoline Morrell e nel suo salotto entrò in contatto con il circolo di politici, intellettuali e artisti che ruotavano intorno alla nobildonna. Tra gli altri conobbe in quel contesto lo scrittore D.H. Lawrence, il pittore Mark Gertler e le artiste Dora Carrington e Dorothy Brett.
La sua stessa casa, un mulino a Cholesbury, nel Buckinghamshire, cominciò ad essere frequentata da un'ampia cerchia di intellettuali, tra cui Lawrence e la moglie Frieda, Katherine Mansfield, Edward Marsh, Compton Mackenzie, Duncan Grant e John Middleton Murry. Nel 1916 Gertler ritrasse Cannan e il mulino nel suo dipinto Gilbert Cannan al suo mulino (il quadro è ora nel Museo Ashmolean). L'immagine mostra anche i due cani terranova di Cannan e di sua moglie, Sammy, a sinistra, e Luath, a destra, che fornì l'ispirazione per Nana, la tata dei "bambini sperduti" nella storia di Peter Pan.
Nel 1914 lo scrittore Henry James in un articolo su The Times indicò Cannan come uno dei quattro autori inglesi più importanti, insieme a D.H. Lawrence, Compton Mackenzie e Hugh Walpole.

### La prima guerra mondiale
Gilbert Cannan fu sempre un pacifista convinto e durante la prima guerra mondiale fu un obiettore di coscienza e fu anche coinvolto nel Consiglio Nazionale contro la Coscrizione.
Nel 1916 Cannan pubblicò il romanzo Mendel: A Story of Youth, basato sulla vita di Mark Gertler, e sui rapporti fra il pittore, Dora Carrington e John S. Currie.
Quello stesso anno, in parte per gli effetti devastanti provocati dalla guerra e in parte per il timore di essere coscritto, Cannan subì un crollo mentale, un'esperienza che descriverà vividamente nel suo libro, The Release of the Soul, pubblicato nel 1920.

### L'ultimo periodo
Il suo matrimonio finì nel 1918, quando lo scrittore iniziò una relazione con la diciannovenne Gwen Wilson, che però nel 1920 sposò Henry Mond. Cannan andò a vivere con la Wilson e suo marito nella loro dimora, Mulberry House, in Smith Square, Westminster, e i tre iniziarono un ménage à trois, sicuramente non convenzionale per l'epoca.
Dopo la guerra, Cannan si dedicò completamente alla scrittura e al lavoro di traduzione, finché un altro crollo mentale si rivelò incurabile. In questo periodo pubblicò il saggio The Anatomy of Society (1919), la raccolta di racconti brevi Pink roses (1919), seguiti da una serie di romanzi, tra i quali i più noti sono The Release of the Soul (1920) e Pugs and Peacocks (1921), nel quale il personaggio di Melian Stokes è ispirato al filosofo Bertrand Russell.
Diventato ormai un malato di mente cronico, nel 1923 fu ricoverato al The Priory Hospital, a Roehampton e poi internato nell'Holloway Sanatorium vicino Virginia Water, dove trascorse il resto della sua vita. 
Morì di cancro il 30 giugno 1955, all'età di 71 anni.